# Hospice
Et hospice er en institution for uhelbredeligt syge og døende patienter, hvor den helbredende behandling er definitivt opgivet til fordel for en aktivt lindrende indsats; en såkaldt palliativ behandling. Personalet er det kendte fra det traditionelle plejehjem – sygeplejersker, social- og sundhedsassistenter, social- og sundhedshjælpere, beskæftigelsesvejledere og fysioterapeuter, men i modsætning til det traditionelle plejehjem har man på et hospice mere fokus på omsorg og livskvalitet, og der planlægges i høj grad i samarbejde med den enkelte beboer. Hospicer udfører normalt ikke behandling, der har til formål at diagnosticere eller kurere patienterne.
Hospice-idéen stammer 1960'ernes England, hvor den såkaldte hospice-bevægelse opstod, med Cicely Saunders' grundlæggelse af det første moderne hospice.

## I Danmark
I Danmark fandtes der i september 2023 19 hospicer, der alle drives som selvejende institutioner med driftsoverenskomst med det respektive regionsråd. Derudover findes to hospicer til børn; Lukashuset i Region Hovedstaden og Strandbakkehuset i Region Midtjylland med hver 4 pladser.
| Hospice                         | Antal pladser | Region             |
| ------------------------------- | ------------- | ------------------ |
| Arresødal Hospice               | 12            | Region Hovedstaden |
| Diakonissestiftelsens Hospice   | 16            | Region Hovedstaden |
| Hospice Søndergård              | 16            | Region Hovedstaden |
| Sankt Lukas Stiftelsens Hospice | 24            | Region Hovedstaden |
| Anker Fjord Hospice             | 12            | Region Midtjylland |
| Gudenå Hospice                  | 11            | Region Midtjylland |
| Hospice Djursland               | 15            | Region Midtjylland |
| Hospice Limfjord                | 12            | Region Midtjylland |
| Hospice Søholm                  | 13            | Region Midtjylland |
| Hospice Vangen                  | 15            | Region Nordjylland |
| Hospice Vendsyssel              | 9             | Region Nordjylland |
| Hospice Sjælland                | 16            | Region Sjælland    |
| Hospicegården Filadelfia        | 12            | Region Sjælland    |
| Svanevig Hospice                | 14            | Region Sjælland    |
| Hospice Fyn                     | 12            | Region Syddanmark  |
| Hospice Sønderjylland           | 12            | Region Syddanmark  |
| Hospice Sydfyn                  | 12            | Region Syddanmark  |
| Hospice Sydvestjylland          | 12            | Region Syddanmark  |
| Sct. Maria Hospice              | 12            | Region Syddanmark  |